# Sint-Blasius-Boekel

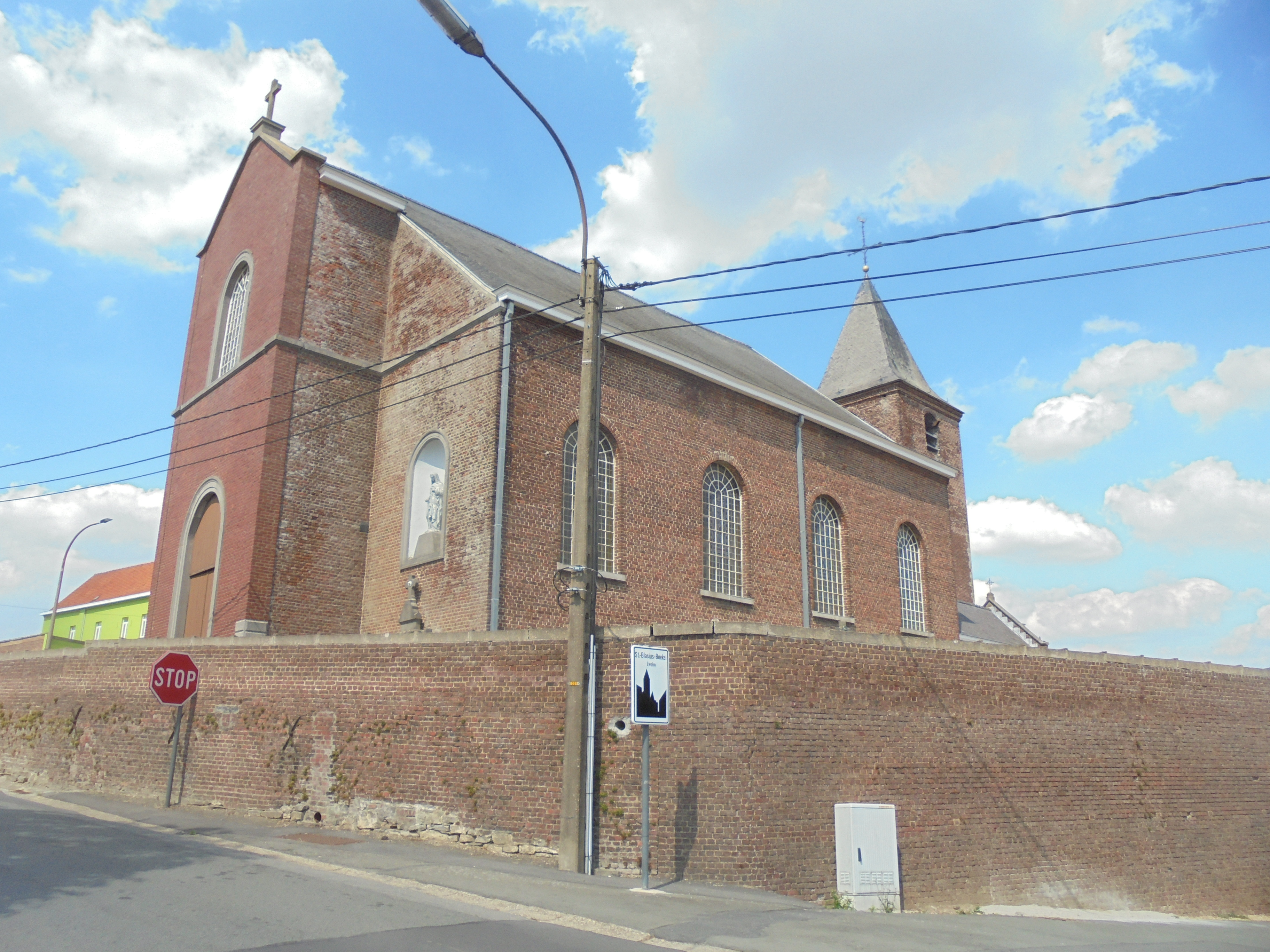
de Sint-Blasiuskerk

Sint-Blasius-Boekel is een dorp in de Belgische provincie Oost-Vlaanderen en een deelgemeente van Zwalm, het was een zelfstandige gemeente tot aan de gemeentelijke herindeling van 1971. Het is een landbouw- en woondorp in de Zwalmstreek in zandlemig Zuid-Oost-Vlaanderen. Er is een sterk heuvelachtig landschap met een reliëf variërend tussen 35 m in de Boekelbeekvallei en 95 m op Heuvelgem.
Het dorp maakt deel uit van het Schelde-Dender-interfluvium. Er zijn overwegend vruchtbare en goed gedraineerde zand- en leembodems; de bodem is echter slecht gedraineerd in de vele beekdepressies.

## Geschiedenis
De naam van de gemeente is waarschijnlijk afgeleid van Bock-lo, beukelo (of beukenbos), beukel en is uiteindelijk Boekel geworden. Aanvankelijk was de kerk toegewijd aan Sint Bavo en heette het dorp Sint-Baafs-Boekel. Later werd Sint Blasius de patroonheilige en werd het dorp Sint-Blasius-Boekel genoemd.

## Bezienswaardigheden
- De Sint-Blasiuskerk
- De Sint-Blasiuskapel
- De oude pastorij (1783), gelegen aan de Paalweg.[1] Reeds in 1767 werden te Sint-Blasius-Boekel stappen ondernomen om een eigen residerende pastoor te verkrijgen. Op 13 februari 1783 werden de plannen ingediend tot de bouw van een pastorij. Naar alle waarschijnlijkheid werden deze ontwerpen getekend door Ludovicus de Villegas, een monnik uit de Sint-Pietersabdij te Gent (die samen met de abdij van Ename het patronaat over de parochie bezat). De bouwmaterialen werden aangevoerd vanuit Ename, doch moest de pastoor zelf instaan voor de bouw van de pastorij. Bij de restauratie werd een baksteen aangetroffen met de inscriptie "MDCCLXXXIII", verwijzende naar 1783, het bouwjaar van de pastorij. Op het einde van de 19de eeuw kwam het gebouw in private handen en werd het complex dichtgebouwd en omgevormd tot hoeve. Bij Koninklijk Besluit van 9 november 1994 werd het gebouw en de poortloge beschermd als monument. Sedertdien verkreeg het gebouw zijn oorspronkelijke glorie terug.
- De nieuwe pastorij (1888), gelegen aan de Rijkekleie, naar een ontwerp van Alphonse Vossaert.[2] De hoofdreden voor de bouw van een nieuwe pastorij was dat het oude gebouw te ver gelegen was van de parochiekerk. De gronden voor de bouw van de nieuwe pastorij die werden aangekocht door de kerkfabriek, lagen amper 200 meter dichter bij de kerk. De kerkfabriek keurde de plannen van architect Alphonse Vossaert goed bij vergadering van 2 maart 1885. Het prachtige neogotische gebouw werd opgetrokken door aannemer Jean Baptiste Lesenne van Ronse. De Potter en Broeckaert omschreven het gebouw in 1903 als een waar "lusthuis". Bij Koninklijk Besluit van 12 december 2002 verkreeg het gebouw de status van monument.
- Het kasteel Van Den Broeck, het huidige Sint-Blasiushof.[3]
- De Herrethoeve
- Het Hof van Vlaanderen
- De Hoeve Den Abt
- De Klokmanshoeve, hier bevindt zich nu nog steeds een modern gemengd landbouwbedrijf met varkens en akkerbouw. “Klokmanshoeve” is de huidige benaming van het middeleeuwse “Goed ter Lucht”. Etymologisch betekent “ter lucht” gelegen in open lucht, volle natuur. Het goed werd voor een deel in leen gehouden van de Gentse Sint-Pietersabdij en behoorde in 1492 toe aan Reynier de Doncker. De oppervlakte bedroeg toen 7 bunder "metten berghe ende upperhove weide rondsamme tselve hof ghelegen".[4] In 1587 verkocht Helena de Betz, weduwe van Jonker Jan van Savary, aan haar neef Maximiliaan de la Haye, heer van Fresnoy, een eigendom "ghenaemt tgoet ter lucht gheseyt clockmans groot uit gheheele XXXV bunderen", waarvan zeven bunder in leen waren van de Sint-Pietersabdij.[5] De hoeve is later sterk uitgebreid. Het is gelegen tussen Sint-Blasius-Boekel en Rozebeke op de noordelijke flank van Heuvelgemberg.

## Natuur en landschap
Sint-Blasius-Boekel ligt in Zandlemig Vlaanderen en de hoogte varieert van 35-95 meter. Het laagste punt is in de vallei van de Boekelbeek die ten westen van de dorpskom loopt. Het hoogste punt is bij Heuvelgem. Een belangrijk natuurgebied is de Perlinkvallei.

## Demografische ontwikkeling
- Bronnen:NIS, Opm:1831 tot en met 1970=volkstellingen; 1976 = inwoneraantal op 31 december

## Lijst van burgemeesters
Lijst van burgemeesters van Sint-Blasius-Boekel tot aan de fusie van 1971 met Munkzwalm (later Zwalm):
| Periode   | Naam                              |
| --------- | --------------------------------- |
| 1800      | Petrus Franciscus Van der Haeghen |
| 1801-1807 | E. de Paepe                       |
| 1808-1821 | Pieter Biebuyck                   |
| 1822-1824 | Louis Bernard Van den Broeck      |
| 1825-1829 | Joannes Baptiste Van Crombrugghe  |
| 1830-1847 | Joannes Baptiste De Waele         |
| 1848-1873 | Petrus Franciscus Van Crombrugghe |
| 1874-1887 | F. Menschaert                     |
| 1888-1903 | Aloïs Van der Haeghen             |
| 1904-1922 | Hector Van den Broeck             |
| 1922-1940 | Leo Van der Donck                 |
| 1940-1946 | Honoré Devenyns (waarnemend)      |
| 1946-1971 | Henri De Weireld                  |

## Nabijgelegen kernen
Elst, Sint-Maria-Horebeke, Sint-Denijs-Boekel, Rozebeke
Deelgemeenten: Beerlegem · Dikkele · Hundelgem · Meilegem · Munkzwalm · Nederzwalm-Hermelgem · Paulatem · Roborst · Rozebeke · Sint-Blasius-Boekel · Sint-Denijs-Boekel · Sint-Maria-Latem

Overige dorpen en gehuchten: Hermelgem · Nederzwalm · Wijlegem

Belgische gemeenten · Arrondissement Oudenaarde · Oost-Vlaanderen · Vlaanderen